# 李承洨
李承洨（1980年5月5日—），韓國男演員，名字常被音譯為李承孝。2006年演出KBS Drama City單元劇出道，2009年在《善德女王》中成功出演花郎閼川一角使他的知名度大增。

## 演出作品

### 電視劇
- 2006年：KBS《大祚榮》
- 2008年：KBS《最強七友》
- 2009年：SBS《兩個妻子》
- 2009年：MBC《善德女王》飾演 閼川
- 2010年：KBS《戰友》飾演 鄭澤秀
- 2011年：KBS《Hair Show》
- 2011年：MBC《不屈的兒媳婦》飾演 張非
- 2011年：MBC《The Peak》
- 2011年：MBC《我也是花》飾演 在熙的財閥朋友（第6集客串）
- 2012年：MBC《武神》飾演 高麗高宗
- 2012年：TBS/SBS Plus《浪漫滿屋 TAKE2》飾演 高棟
- 2015年：MBC《華政》飾演 李時白
- 2015年：SBS《六龍飛天》飾演 李芳雨
- 2019年：MBC《新入史官丘海昤》飾演 徐文植（丘海昤的生父）

### MV
- 2010年：M TO M《無用的我》

### 综艺节目
- 2022年：KBS《做家务的男人们》

## 獲獎
- 2007年：第15屆最佳演技演藝大賞－戲劇部門 新人獎（大祚榮）
- 2009年：MBC演技大賞－男子新人獎（善德女王）
- 2011年：第3屆亞洲珠寶獎－紅寶石獎

## 外部連結
- NAVER （页面存档备份，存于）
- 李承洨的X（前Twitter）